# Partito del Popolo di Panama
Il Partito del Popolo di Panama (in spagnolo Partido del Pueblo de Panamá, PPP) è un partito politico comunista panamense fondato il 4 aprile 1930 come Partito Comunista di Panama (PCP) in seguito alla fuoriuscita dei comunisti panamensi dal Partito del Lavoro.
I primi leader del PCP furono Eliseo Echévez e Cristóbal Segundo, il PCP entrò nell'Internazionale Comunista e raggiunse l'apogeo della sua popolarità durante la Seconda guerra mondiale.
Nel 1943 il PCP cambiò nome nell'attuale Partito del Popolo di Panamá.